# Farzan Ashurzadeh
Farzan Ashourzadeh Fallah –en persa, فرزان عاشورزاده فلاح– (Tonekabon, 25 de noviembre de 1996) es un deportista iraní que compite en taekwondo.
Ganó una medalla en el Campeonato Mundial de Taekwondo de 2015, y dos medallas en el Campeonato Asiático de Taekwondo en los años 2014 y 2018. En los Juegos Asiáticos consiguió dos medallas en los años 2014 y 2018.

## Palmarés internacional
| Campeonato Mundial  | Campeonato Mundial           | Campeonato Mundial | Campeonato Mundial |
| Año                 | Lugar                        | Medalla            | Categoría          |
| ------------------- | ---------------------------- | ------------------ | ------------------ |
| 2015                | Cheliábinsk (Rusia)          | Medalla de oro     | –58 kg             |
| Juegos Asiáticos    |                              |                    |                    |
| Año                 | Lugar                        | Medalla            | Categoría          |
| 2014                | Incheon (Corea del Sur)      | Medalla de oro     | –58 kg             |
| 2018                | Yakarta (Indonesia)          | Medalla de bronce  | –58 kg             |
| Campeonato Asiático |                              |                    |                    |
| Año                 | Lugar                        | Medalla            | Categoría          |
| 2014                | Taskent (Uzbekistán)         | Medalla de oro     | –58 kg             |
| 2018                | Ciudad Ho Chi Minh (Vietnam) | Medalla de plata   | –58 kg             |